# Micheline Doke
Micheline Doke (ou Doke-Standaert) est une artiste plasticienne et militante féministe belge, née à Ottignies, le 24 avril 1931, et morte à Saint-Gilles, en 2021. Son nom de jeune fille est Micheline Delange. Elle prend le nom de son premier mari, l'artiste belge Roger Standaert (Anvers, 21 mars 1923 - Tourettes-sur-Loup, 1965) et après le décès de celui-ci, elle épouse un ingénieur américain, Allan Doke (Glasgow (Montana, USA), 17 juin 1933 - Chaville, 1994).
Micheline Doke fait ses études à l'Ecole supérieure des Arts visuels de La Cambre au sein de l'atelier de céramique de Pierre Caille. En 1959, elle quitte Bruxelles pour s'établir à  Tourrettes-sur-Loup (Alpes Maritimes). En 1975, elle s'installe à Chaville (Paris) avec son second mari, puis, en 2001, après le décès de ce dernier, Micheline Doke retourne vivre à Bruxelles. 
L'artiste est membre de nombreux collectifs (i.a. Union des Femmes Peintres et Sculpteurs (dès 1978),  Art et Regard des Femmes, ou encore, Ariane-Essor (depuis 1995)),,.
Elle expose entre autres aux galeries Le Miroir (Bruxelles), Art Actuel (Paris), Cécile de Terssac (Cannes), Le Nombre d'Or (Nice), L'Oeil Écoute (Lyon), à la Maison de la culture de Beaune et au Centre Culturel Français de Kinshasa. 
Micheline Doke est la mère de l'écrivaine, Sara Doke.